# Jacek Kalita
Jacek Jerzy Kalita (ur. 27 lipca 1982) – polski brydżysta, Arcymistrz Międzynarodowy (PZBS), World International Master (WBF), European Master oraz European Champion w kategorii juniorów (EBL), odznaczony brązową odznaką PZBS (2006).
W 2020 odznaczony Brązowym Krzyżem Zasługi.

## Wyniki brydżowe

### Zawody krajowe
W rozgrywkach krajowych zdobywał następujące lokaty:
| Drużynowe mistrzostwa Polski | Drużynowe mistrzostwa Polski | Drużynowe mistrzostwa Polski |
| Sezon                        | Drużyna                      | Pozycja                      |
| ---------------------------- | ---------------------------- | ---------------------------- |
| 2013/14                      | Konkret Chełmno              | 2                            |
| 2012/13                      | Consus Carbon Kalisz         | 2                            |
| 2011/12                      | Asko-Tech Spójnia Warszawa   | 2                            |
| 2010/11                      | Auguri Warszawa              | 1                            |
| 2010                         | Auguri Warszawa              | 1                            |
| 2007                         | Spójnia Warszawa             | 3                            |

| Mistrzostwa Polski Teamów | Mistrzostwa Polski Teamów | Mistrzostwa Polski Teamów | Mistrzostwa Polski Teamów |
| Rok                       | Typ                       | Kategoria                 | Pozycja                   |
| ------------------------- | ------------------------- | ------------------------- | ------------------------- |
| 2014                      | Patton                    | Open                      | 2                         |
| 2014                      | Otwarte                   | Open                      | 1                         |
| 2013                      | Otwarte                   | Open                      | 2                         |
| 2013                      | Otwarte                   | Open                      | 3                         |
| 2012                      | Otwarte                   | Open                      | 1                         |
| 2007                      | IMP                       | Open                      | 1                         |

| Mistrzostwa Polski Par | Mistrzostwa Polski Par | Mistrzostwa Polski Par | Mistrzostwa Polski Par |
| Rok                    | Kategoria              | Partner                | Pozycja                |
| ---------------------- | ---------------------- | ---------------------- | ---------------------- |
| 2013                   | Open                   | Michał Nowosadzki      | 2                      |
| 2013                   | Open                   | Michał Nowosadzki      | 1                      |
| 2011                   | Open                   | Piotr Gawryś           | 1                      |
| 2002                   | Juniorzy               | Jan Sikora             | 1                      |

| Mistrzowska Majówka | Mistrzowska Majówka | Mistrzowska Majówka | Mistrzowska Majówka |
| Rok                 | Kategoria           | Partner             | Pozycja             |
| ------------------- | ------------------- | ------------------- | ------------------- |
| 2007                | Jun                 | Ewa Grabowska       | 1                   |

### Olimpiady
W Olimpiadach uzyskał następujące rezultaty:
| Olimpiady brydżowe. Zawody teamów | Olimpiady brydżowe. Zawody teamów | Olimpiady brydżowe. Zawody teamów     | Olimpiady brydżowe. Zawody teamów | Olimpiady brydżowe. Zawody teamów | Olimpiady brydżowe. Zawody teamów |
| Rok                               | Miejsce                           | Zawody                                | Kategoria                         | Drużyna                           | Pozycja                           |
| --------------------------------- | --------------------------------- | ------------------------------------- | --------------------------------- | --------------------------------- | --------------------------------- |
| 2008                              | Pekin                             | 1. Światowe Zawody Sportów Umysłowych | Juniorzy                          | Poland                            | 2                                 |

| Olimpiady brydżowe. Zawody Par | Olimpiady brydżowe. Zawody Par | Olimpiady brydżowe. Zawody Par        | Olimpiady brydżowe. Zawody Par | Olimpiady brydżowe. Zawody Par | Olimpiady brydżowe. Zawody Par |
| Rok                            | Miejsce                        | Zawody                                | Kategoria                      | Partner                        | Pozycja                        |
| ------------------------------ | ------------------------------ | ------------------------------------- | ------------------------------ | ------------------------------ | ------------------------------ |
| 2008                           | Pekin                          | 1. Światowe Zawody Sportów Umysłowych | Juniorzy                       | Krzysztof Kotorowicz           | 32                             |

### Zawody światowe
W światowych zawodach zdobył następujące lokaty:
| Mistrzostwa Świata. Konkurencja teamów | Mistrzostwa Świata. Konkurencja teamów | Mistrzostwa Świata. Konkurencja teamów          | Mistrzostwa Świata. Konkurencja teamów | Mistrzostwa Świata. Konkurencja teamów | Mistrzostwa Świata. Konkurencja teamów |
| Rok                                    | Miejsce                                | Zawody                                          | Kategoria                              | Drużyna                                | Pozycja                                |
| -------------------------------------- | -------------------------------------- | ----------------------------------------------- | -------------------------------------- | -------------------------------------- | -------------------------------------- |
| 2015                                   | Ćennaj                                 | 42. Mistrzostwa Świata Teamów                   | Open                                   | Poland                                 | 1                                      |
| 2013                                   | Nusa Dua                               | 41. Mistrzostwa Świata Teamów                   | Trans                                  | Gromov                                 | 13                                     |
| 2012                                   | Lille                                  | 5. Otwarte Mistrzostwa Świata Teamów Mikstowych | Miksty                                 | Rossard                                | 5                                      |
| 2011                                   | Veldhoven                              | 40. Mistrzostwa Świata Teamów                   | Open                                   | Poland                                 | 14                                     |
| 2010                                   | Kaohsiung                              | 5. Akademicki Puchar Świata Teamów              | Open                                   | Poland A                               | 1                                      |
| 2010                                   | Filadelfia                             | 13. Seria Mistrzostw Świata                     | Open                                   | Zambonini                              | 33                                     |
| 2009                                   | São Paulo                              | 39. Mistrzostwa Świata Teamów                   | Trans                                  | Apreo Logistic Poland                  | 2                                      |
| 2008                                   | Łódź                                   | 4. Puchar Świata Teamów Akademickich            | Open                                   | Poland A                               | 2                                      |
| 2006                                   | Tiencin                                | 3. Puchar Świata Teamów Akademickich            | Open                                   | Poland A                               | 6                                      |
| 2006                                   | Bangkok                                | 11. Młodzieżowe Mistrzostwa Świata Teamów       | Juniorzy                               | Poland                                 | 4                                      |
| 2006                                   | Werona                                 | 12. Mistrzostwa Świata                          | Open                                   | Schneider                              | 83                                     |
| 2005                                   | Sydney                                 | 10. Młodzieżowe Mistrzostwa Świata Teamów       | Juniorzy                               | Poland                                 | 2                                      |
| 2004                                   | Stambuł                                | 2. Puchar Świata Teamów Akademickich            | Open                                   | Poland                                 | 1                                      |
| 2003                                   | Paryż                                  | 9. Młodzieżowe Mistrzostwa Świata Teamów        | Juniorzy                               | Poland                                 | 4                                      |

| Mistrzostwa Świata. Konkurencja par | Mistrzostwa Świata. Konkurencja par | Mistrzostwa Świata. Konkurencja par   | Mistrzostwa Świata. Konkurencja par | Mistrzostwa Świata. Konkurencja par | Mistrzostwa Świata. Konkurencja par |
| Rok                                 | Miejsce                             | Zawody                                | Kategoria                           | Partner                             | Pozycja                             |
| ----------------------------------- | ----------------------------------- | ------------------------------------- | ----------------------------------- | ----------------------------------- | ----------------------------------- |
| 2014                                | Sanya                               | 14. Seria Mistrzostw Świata           | Open                                | Michał Nowosadzki                   | 2                                   |
| 2010                                | Filadelfia                          | 13. Mistrzostwa Świata                | Miksty                              | Ewa Agnieszka Grabowska             | 316                                 |
| 2010                                | Filadelfia                          | 13. Mistrzostwa Świata                | Open                                | Stanisław Gołebiowski               | 146                                 |
| 2006                                | Pieszczany                          | 6. Młodzieżowe Mistrzostwa Świata Par | Juniorzy                            | Krzysztof Kotorowicz                | 2                                   |
| 2006                                | Werona                              | 12. Mistrzostwa Świata                | Miksty                              | Rozalia Ronnen                      | 291                                 |
| 2006                                | Werona                              | 12. Mistrzostwa Świata                | Open                                | Krzysztof Kotorowicz                | 109                                 |
| 2003                                | Tata                                | 5. Młodzieżowe Mistrzostwa Świata Par | Juniorzy                            | Jan Sikora                          | 12                                  |
| 2001                                | Stargard                            | 4. Mistrzostwa Świata Par Juniorów    | Juniorzy                            | Jan Sikora                          | 19                                  |
| 1999                                | Nymburk                             | 3. Mistrzostwa Świata Par Juniorów    | Juniorzy                            | Jakub Kossut                        | 108                                 |

### Zawody europejskie
W europejskich zawodach zdobył następujące lokaty:
| Zawody europejskie. Konkurencja teamów | Zawody europejskie. Konkurencja teamów | Zawody europejskie. Konkurencja teamów    | Zawody europejskie. Konkurencja teamów | Zawody europejskie. Konkurencja teamów | Zawody europejskie. Konkurencja teamów |
| Rok                                    | Miejsce                                | Zawody                                    | Kategoria                              | Drużyna                                | Pozycja                                |
| -------------------------------------- | -------------------------------------- | ----------------------------------------- | -------------------------------------- | -------------------------------------- | -------------------------------------- |
| 2013                                   | Ostenda                                | 6. Otwarte Mistrzostwa Europy             | Open                                   | Era                                    | 68                                     |
| 2013                                   | Ostenda                                | 6. Otwarte Mistrzostwa Europy             | Miksty                                 | Piafsky                                | 38                                     |
| 2011                                   | Bad Honnef                             | 10. Puchar Europy                         | Open                                   | Auguri Warsaw                          | 5                                      |
| 2010                                   | Izmir                                  | 9. Puchar Europy Teamów                   | Open                                   | Auguri Pol                             | 6                                      |
| 2010                                   | Ostenda                                | 50. Mistrzostwa Europy Teamów             | Open                                   | Poland                                 | 2                                      |
| 2009                                   | Opatija                                | 1. Akademickie Mistrzostwa Europy         | Open                                   | Warszawa 1                             | 11                                     |
| 2009                                   | San Remo                               | 4. Otwarte Mistrzostwa Europy             | Open                                   | Sygnity                                | 17                                     |
| 2005                                   | Riccione                               | 20. Młodzieżowe Mistrzostwa Europy Teamów | Juniorzy                               | Poland                                 | 1                                      |
| 2004                                   | Praga                                  | 19. Młodzieżowe Mistrzostwa Europy Teamów | Juniorzy                               | Poland                                 | 1                                      |
| 2002                                   | Torquay                                | 18. Młodzieżowe Mistrzostwa Europy Teamów | Młodzież Szkolna                       | Poland                                 | 2                                      |

| Zawody europejskie. Konkurencja par | Zawody europejskie. Konkurencja par | Zawody europejskie. Konkurencja par | Zawody europejskie. Konkurencja par | Zawody europejskie. Konkurencja par | Zawody europejskie. Konkurencja par |
| Rok                                 | Miejsce                             | Zawody                              | Kategoria                           | Partner                             | Pozycja                             |
| ----------------------------------- | ----------------------------------- | ----------------------------------- | ----------------------------------- | ----------------------------------- | ----------------------------------- |
| 2013                                | Ostenda                             | 6. Otwarte Mistrzostwa Europy       | Open                                | Michał Nowosadzki                   | 9                                   |
| 2013                                | Ostenda                             | 6. Otwarte Mistrzostwa Europy       | Miksty                              | Jessica Hayman Piafsky              | 55                                  |
| 2009                                | San Remo                            | 4. Otwarte Mistrzostwa Europy       | Open                                | Biancastella Russo                  | 123                                 |

## Klasyfikacja
- Jacek Kalita – klasyfikacja PZBS
- Jacek Kalita – klasyfikacja EBL (ang.)
- Jacek Kalita – klasyfikacja WBF (ang.)